# Độc Cô Tổn
Độc Cô Tổn (giản thể: 独孤损; phồn thể: 獨孤損; bính âm: Dúgū Sǔn, ? - 5 tháng 7 năm 905), tên tự là Hựu Tổn (又損), là một quan lại của triều Đường, phục vụ dưới vai trò là Tĩnh Hải quân Tiết độ sứ (miền bắc Việt Nam và Quảng Tây ngày nay). Ông bị giết trong một cuộc thanh trừng do Tuyên Vũ Tiết độ sứ Chu Toàn Trung tiến hành.

## Thân thế
Trong Tể tướng thế hệ biểu của Tân Đường thư, gia tộc ông là hậu duệ của Hán Thế Tổ thuộc nhánh Bái vương Lưu Phụ (劉輔), và đến đời Lưu Tiến Bá (劉進伯) thì bị bắt trong một chiến dịch chống Hung Nô; sau đó các hậu duệ của Lưu Tiến Bá thuộc Độc Cô bộ. Các tổ tiên kế tiếp của Độc Cô Tổn là các thủ lĩnh của Độc Cô bộ, theo Bắc Ngụy Hiếu Văn Đế di cư đến Lạc Dương. Các tổ tiên kế tiếp của Độc Cô Tổn làm quan cho các triều đại Bắc Ngụy, Bắc Chu, Tùy và Đường. Ông của Độc Cô Tổn là Vân châu thứ sử Độc Cô Mật (獨孤密), trong khi cha ông là Lại bộ thị lang Độc Cô Vân (獨孤雲). Độc Cô Tổn có ít nhất một người anh là Độc Cô Hồi (獨孤回), và ít nhất hai em trai là Độc Cô Trì (獨孤遲) và Độc Cô Hiến (獨孤憲).

## Sự nghiệp
Đến cuối năm 903, Lễ bộ thượng thư Độc Cô Tổn chuyển sang đảm nhiệm chức Binh bộ thị lang, đồng bình chương sự. Đến mùa xuân năm 904, Tuyên Vũ tiết độ sứ Chu Toàn Trung đã cáo buộc tư đồ Thôi Dận phạm tội rồi giết chết, buộc Đường Chiêu Tông, cấm quân và cư dân Trường An phải chuyển đến Lạc Dương, lập Lạc Dương làm kinh thành mới. Sau đó, Độc Cô Tổn kiêm nhiệm chức 'hữu tam quân sự' và 'độ chi'.
Vào năm 904, Chu Toàn Trung ám sát Đường Chiêu Tông và đưa hoàng tử Lý Chúc lên ngôi, tức Đường Ai Đế. Tại thời điểm đó, Độc Cô Tổn, Bùi Xu và Thôi Viễn đều là các đại thần có xuất thân quý tộc, họ xem thường Liễu Xán vì người này cộng tác với Chu Toàn Trung. Vào mùa xuân năm 905, Bùi Xu đã xúc phạm Chu Toàn Trung, Liễu Xán nắm lấy cơ hội này để buộc tộc Thôi Viễn và Độc Cô Tổn cũng bất kính với Chu Toàn Trung. Do đó, Chu Toàn Trung đã giáng chức cả ba người, phái Độc Cô Tổn đi giữ chức Tiết độ sứ Tĩnh Hải quân (靜海, tương đương Bắc Bộ, Bắc Trung Bộ Việt Nam và một phần Quảng Tây, Trung Quốc, trị sở Đại La nay thuộc Hà Nội, Việt Nam). thay cho anh mình là Chu Toàn Dục.
Khi Chu Toàn Trung chuẩn bị soán vị, Liễu Xán và một thuộc hạ khác của Chu Toàn Trung là Lý Chấn đã đề xuất đại thanh trừng các đại thần có xuất thân quý tộc. Chu Toàn Trung chấp thuận, và thoạt đầu giáng chức và đày ải một lượng lớn đại thần, Độc Cô Tổn trở thành thứ sử Đệ châu (棣州, nay thuộc Tân Châu, Sơn Đông, Sơn Đông), và sau đó là ti hộ Quỳnh Châu (瓊州, trị sở nay thuộc Định An, Hải Nam). Không lâu sau, khoảng 30 triều sĩ bị biếm quan, bao gồm Độc Cô Tổn, bị đưa đến tập trung tại Bạch Mã Dịch (白馬驛, nay thuộc An Dương, Hà Nam) và được lệnh phải tự sát. Theo đề nghị của Lý Chấn, Chu Toàn Trung đã ném thi thể của họ xuống Hoàng Hà.